# Kendrick Lamar/Diskografie
Diese Diskografie ist eine Übersicht über die musikalischen Werke des US-amerikanischen Rappers Kendrick Lamar. Den Quellenangaben und Schallplattenauszeichnungen zufolge hat er bisher mehr als 186,2 Millionen Tonträger verkauft, davon alleine in seiner Heimat über 118,9 Millionen. Seine erfolgreichste Veröffentlichung ist die Single Goosebumps mit über 21,5 Millionen verkauften Einheiten.

## Alben

### Studioalben
| Jahr | Titel Musiklabel                                           | Höchstplatzierung, Gesamtwochen, AuszeichnungChartplatzierungen (Jahr, Titel, Musiklabel, Platzierungen, Wochen, Auszeichnungen, Anmerkungen) | Höchstplatzierung, Gesamtwochen, AuszeichnungChartplatzierungen (Jahr, Titel, Musiklabel, Platzierungen, Wochen, Auszeichnungen, Anmerkungen) | Höchstplatzierung, Gesamtwochen, AuszeichnungChartplatzierungen (Jahr, Titel, Musiklabel, Platzierungen, Wochen, Auszeichnungen, Anmerkungen) | Höchstplatzierung, Gesamtwochen, AuszeichnungChartplatzierungen (Jahr, Titel, Musiklabel, Platzierungen, Wochen, Auszeichnungen, Anmerkungen) | Höchstplatzierung, Gesamtwochen, AuszeichnungChartplatzierungen (Jahr, Titel, Musiklabel, Platzierungen, Wochen, Auszeichnungen, Anmerkungen) | Anmerkungen                                                  |
| Jahr | Titel Musiklabel                                           | DE | AT | CH | UK | US | Anmerkungen                                                  |
| ---- | ---------------------------------------------------------- | --- | --- | --- | --- | --- | ------------------------------------------------------------ |
| 2011 | Section.80 Top Dawg Entertainment                          | — | — | — | UK— SilberUK | US113 Gold · (3 Wo.)US | Erstveröffentlichung: 2. Juli 2011 Verkäufe: + 567.500       |
| 2012 | Good Kid, M.A.A.D City Aftermath • Interscope (UMG)        | DE47 Gold · (5 Wo.)DE | AT— PlatinAT | CH38 (6 Wo.)CH | UK16 Platin · (34 Wo.)UK | US2 ×3Dreifachplatin · (… Wo.)US | Erstveröffentlichung: 22. Oktober 2012 Verkäufe: + 3.983.500 |
| 2015 | To Pimp a Butterfly Aftermath • Interscope (UMG)           | DE7 Gold · (11 Wo.)DE | AT15 Gold · (8 Wo.)AT | CH3 (18 Wo.)CH | UK1 Platin · (40 Wo.)UK | US1 Platin · (171 Wo.)US | Erstveröffentlichung: 16. März 2015 Verkäufe: + 1.777.500    |
| 2017 | Damn. Aftermath • Interscope (UMG)                         | DE6 Gold · (42 Wo.)DE | AT6 Platin · (29 Wo.)AT | CH3 (65 Wo.)CH | UK2 Platin · (71 Wo.)UK | US1 ×3Dreifachplatin · (… Wo.)US | Erstveröffentlichung: 14. April 2017 Verkäufe: + 4.540.000   |
| 2022 | Mr. Morale & the Big Steppers Aftermath • Interscope (UMG) | DE3 (22 Wo.)DE | AT2 (13 Wo.)AT | CH2 (37 Wo.)CH | UK2 Gold · (37 Wo.)UK | US1 (91 Wo.)US | Erstveröffentlichung: 13. Mai 2022 Verkäufe: + 1.063.000     |
| 2024 | GNX pgLang • Interscope (UMG)                              | DE4 (… Wo.)DE | AT2 (29 Wo.)AT | CH2 (30 Wo.)CH | UK1 Gold · (27 Wo.)UK | US1 (… Wo.)US | Erstveröffentlichung: 22. November 2024 Verkäufe: + 268.500  |

### Kompilationen
| Jahr | Titel Musiklabel                                 | Höchstplatzierung, Gesamtwochen, AuszeichnungChartplatzierungen (Jahr, Titel, Musiklabel, Platzierungen, Wochen, Auszeichnungen, Anmerkungen) | Höchstplatzierung, Gesamtwochen, AuszeichnungChartplatzierungen (Jahr, Titel, Musiklabel, Platzierungen, Wochen, Auszeichnungen, Anmerkungen) | Höchstplatzierung, Gesamtwochen, AuszeichnungChartplatzierungen (Jahr, Titel, Musiklabel, Platzierungen, Wochen, Auszeichnungen, Anmerkungen) | Höchstplatzierung, Gesamtwochen, AuszeichnungChartplatzierungen (Jahr, Titel, Musiklabel, Platzierungen, Wochen, Auszeichnungen, Anmerkungen) | Höchstplatzierung, Gesamtwochen, AuszeichnungChartplatzierungen (Jahr, Titel, Musiklabel, Platzierungen, Wochen, Auszeichnungen, Anmerkungen) | Anmerkungen                                            |
| Jahr | Titel Musiklabel                                 | DE | AT | CH | UK | US | Anmerkungen                                            |
| ---- | ------------------------------------------------ | --- | --- | --- | --- | --- | ------------------------------------------------------ |
| 2016 | Untitled Unmastered Aftermath • Interscope (UMG) | DE45 (2 Wo.)DE | AT31 (2 Wo.)AT | CH9 (3 Wo.)CH | UK7 Silber · (5 Wo.)UK | US1 (19 Wo.)US | Erstveröffentlichung: 3. März 2016 Verkäufe: + 207.500 |

### Mixtapes
- 2004: Youngest Head Nigga in Charge
- 2007: Training Day
- 2007: No Sleep ’Til NYC
- 2009: C4
- 2010: Overly Dedicated

### EPs
- 2009: Kendrick Lamar EP

## Singles

### Als Leadmusiker
| Jahr | Titel Album                                       | Höchstplatzierung, Gesamtwochen, AuszeichnungChartplatzierungen (Jahr, Titel, Album, Platzierungen, Wochen, Auszeichnungen, Anmerkungen) | Höchstplatzierung, Gesamtwochen, AuszeichnungChartplatzierungen (Jahr, Titel, Album, Platzierungen, Wochen, Auszeichnungen, Anmerkungen) | Höchstplatzierung, Gesamtwochen, AuszeichnungChartplatzierungen (Jahr, Titel, Album, Platzierungen, Wochen, Auszeichnungen, Anmerkungen) | Höchstplatzierung, Gesamtwochen, AuszeichnungChartplatzierungen (Jahr, Titel, Album, Platzierungen, Wochen, Auszeichnungen, Anmerkungen) | Höchstplatzierung, Gesamtwochen, AuszeichnungChartplatzierungen (Jahr, Titel, Album, Platzierungen, Wochen, Auszeichnungen, Anmerkungen) | Anmerkungen                                                                                     |
| Jahr | Titel Album                                       | DE | AT | CH | UK | US | Anmerkungen                                                                                     |
| --- | ------------------------------------------------- | --- | --- | --- | --- | --- | ----------------------------------------------------------------------------------------------- |
| 2011 | HiiiPoWeR Section.80                              | — | — | — | — | — | Erstveröffentlichung: 12. April 2011                                                            |
| 2011 | My People Bastards of the Party O.S.T.            | — | — | — | — | — | Erstveröffentlichung: 16. August 2011 feat. Jay Rock                                            |
| 2012 | The Recipe Good Kid, M.a.a.d. City                | — | — | — | UK— SilberUK | US— PlatinUS | Erstveröffentlichung: 3. April 2012 Verkäufe: + 1.395.000; feat. Dr. Dre                        |
| 2012 | Swimming Pools (Drank) Good Kid, M.a.a.d. City    | DE— GoldDE | AT— PlatinAT | — | UK57 ×2Doppelplatin · (6 Wo.)UK | US17 ×4Vierfachplatin · (29 Wo.)US | Erstveröffentlichung: 31. Juli 2012 Verkäufe: + 6.950.000                                       |
| 2012 | M.a.a.d. City Good Kid, M.a.a.d. City             | DE— GoldDE | — | — | UK— PlatinUK | US75 ×2Doppelplatin · (3 Wo.)US | Erstveröffentlichung: 22. Oktober 2012 Verkäufe: + 3.170.000; feat. MC Eiht                     |
| 2013 | Backseat Freestyle Good Kid, M.a.a.d. City        | — | — | — | UK79 Silber · (1 Wo.)UK | US— PlatinUS | Erstveröffentlichung: 7. Januar 2013 Verkäufe: + 1.400.000                                      |
| 2013 | Poetic Justice Good Kid, M.a.a.d. City            | — | — | — | UK— GoldUK | US26 ×2Doppelplatin · (24 Wo.)US | Erstveröffentlichung: 15. Januar 2013 Verkäufe: + 2.675.000; feat. Drake                        |
| 2013 | Bitch, Don’t Kill My Vibe Good Kid, M.a.a.d. City | DE— GoldDE | — | — | UK— PlatinUK | US32 ×4Vierfachplatin · (16 Wo.)US | Erstveröffentlichung: 19. März 2013 Verkäufe: + 5.495.000                                       |
| 2014 | I To Pimp a Butterfly                             | — | — | — | UK20 Gold · (5 Wo.)UK | US39 Platin · (11 Wo.)US | Erstveröffentlichung: 16. September 2014 Verkäufe: + 1.672.500                                  |
| 2015 | The Blacker the Berry To Pimp a Butterfly         | — | — | — | UK83 (1 Wo.)UK | US66 Gold · (1 Wo.)US | Erstveröffentlichung: 9. Februar 2015 Verkäufe: + 575.000                                       |
| 2015 | King Kunta To Pimp a Butterfly                    | — | — | — | UK50 Platin · (10 Wo.)UK | US58 Platin · (11 Wo.)US | Erstveröffentlichung: 13. März 2015 Verkäufe: + 2.665.000                                       |
| 2015 | Alright To Pimp a Butterfly                       | — | — | — | UK— PlatinUK | US82 Platin · (14 Wo.)US | Erstveröffentlichung: 30. Juni 2015 Verkäufe: + 2.130.000                                       |
| 2015 | These Walls To Pimp a Butterfly                   | — | — | — | UK77 (1 Wo.)UK | US94 (1 Wo.)US | Erstveröffentlichung: 13. Oktober 2015 Verkäufe: + 75.000; feat. Bilal, Anna Wise & Thundercat  |
| 2016 | Untitled 07 – 2014–2016 Untitled Unmastered       | — | — | — | UK93 (1 Wo.)UK | US90 (1 Wo.)US | Erstveröffentlichung: 24. März 2016 auch unter dem Namen Untitled 07 Levitate bekannt           |
| 2017 | The Heart Part 4 –                                | — | — | CH41 (1 Wo.)CH | UK61 (1 Wo.)UK | US22 (2 Wo.)US | Erstveröffentlichung: 24. März 2017                                                             |
| 2017 | Humble. Damn.                                     | DE11 ×3Dreifachgold · (21 Wo.)DE | AT15 ×2Doppelplatin · (19 Wo.)AT | CH17 (23 Wo.)CH | UK6 ×3Dreifachplatin · (28 Wo.)UK | US1 ×7Siebenfachplatin · (38 Wo.)US | Erstveröffentlichung: 30. März 2017 Verkäufe: + 12.803.333                                      |
| 2017 | DNA. Damn.                                        | DE37 Gold · (5 Wo.)DE | AT30 Gold · (4 Wo.)AT | CH25 (7 Wo.)CH | UK18 Platin · (8 Wo.)UK | US4 ×3Dreifachplatin · (20 Wo.)US | Erstveröffentlichung: 30. Mai 2017 Verkäufe: + 4.995.000                                        |
| 2017 | Loyalty. Damn.                                    | DE53 (2 Wo.)DE | AT41 (2 Wo.)AT | CH35 (3 Wo.)CH | UK27 Gold · (11 Wo.)UK | US14 ×2Doppelplatin · (26 Wo.)US | Erstveröffentlichung: 20. Juni 2017 Verkäufe: + 3.125.000; feat. Rihanna                        |
| 2017 | Love. Damn.                                       | DE86 (1 Wo.)DE | AT62 Gold · (1 Wo.)AT | — | UK39 Platin · (3 Wo.)UK | US11 ×4Vierfachplatin · (40 Wo.)US | Erstveröffentlichung: 2. Oktober 2017 Verkäufe: + 5.850.000; feat. Zacari                       |
| 2018 | All the Stars Black Panther: The Album            | DE13 Gold · (21 Wo.)DE | AT13 Platin · (19 Wo.)AT | CH9 (26 Wo.)CH | UK5 ×3Dreifachplatin · (36 Wo.)UK | US7 ×2Doppelplatin · (26 Wo.)US | Erstveröffentlichung: 4. Januar 2018 Verkäufe: + 6.745.000; mit SZA                             |
| 2018 | King’s Dead Black Panther: The Album              | — | — | — | UK50 Gold · (8 Wo.)UK | US21 ×4Vierfachplatin · (20 Wo.)US | Erstveröffentlichung: 12. Januar 2018 Verkäufe: + 4.735.000; mit Jay Rock, Future & James Blake |
| 2018 | Pray for Me Black Panther: The Album              | DE24 Gold · (10 Wo.)DE | AT32 Gold · (7 Wo.)AT | CH21 (8 Wo.)CH | UK11 Gold · (9 Wo.)UK | US7 ×2Doppelplatin · (20 Wo.)US | Erstveröffentlichung: 2. Februar 2018 Verkäufe: + 4.235.000; mit The Weeknd                     |
| 2018 | The Mantra Creed II – The Album                   | — | — | — | — | — | Erstveröffentlichung: 14. November 2018 mit Mike Will Made It & Pharrell Williams               |
| 2022 | The Heart Part 5 –                                | DE— aDE | — | CH50 (1 Wo.)CH | UK24 (1 Wo.)UK | US15 (2 Wo.)US | Erstveröffentlichung: 8. Mai 2022                                                               |
| 2022 | N95 Mr. Morale & the Big Steppers                 | — | AT21 (2 Wo.)AT | CH6 (3 Wo.)CH | UK6 Silber · (8 Wo.)UK | US3 (6 Wo.)US | Erstveröffentlichung: 20. Mai 2022 Verkäufe: + 485.000                                          |
| 2022 | Silent Hill Mr. Morale & the Big Steppers         | — | — | — | — | US7 (11 Wo.)US | Erstveröffentlichung: 31. Mai 2022 feat. Kodak Black                                            |
| 2023 | The Hillbillies –                                 | — | — | — | — | US93 (1 Wo.)US | Erstveröffentlichung: 30. Mai 2023 mit Baby Keem                                                |
| 2024 | Euphoria –                                        | DE46 (1 Wo.)DE | AT32 (1 Wo.)AT | CH13 (2 Wo.)CH | UK11 Silber · (8 Wo.)UK | US3 (17 Wo.)US | Erstveröffentlichung: 30. April 2024 Verkäufe: + 310.000                                        |
| 2024 | Meet the Grahams –                                | DE— bDE | — | CH68 (1 Wo.)CH | UK28 (3 Wo.)UK | US12 (4 Wo.)US | Erstveröffentlichung: 3. Mai 2024                                                               |
| 2024 | Not Like Us –                                     | DE4 Gold · (27 Wo.)DE | AT5 (25 Wo.)AT | CH2 (39 Wo.)CH | UK1 Platin · (36 Wo.)UK | US1 (53 Wo.)US | Erstveröffentlichung: 4. Mai 2024 Verkäufe: + 2.220.000                                         |
| 2024 | Squabble Up GNX                                   | DE92 (2 Wo.)DE | AT44 (1 Wo.)AT | CH17 (2 Wo.)CH | UK4 Silber · (9 Wo.)UK | US1 (30 Wo.)US | Erstveröffentlichung: 26. November 2024 Verkäufe: + 320.000                                     |
| 2024 | Luther GNX                                        | DE24 (3 Wo.)DE | AT37 (4 Wo.)AT | CH16 (19 Wo.)CH | UK4 Gold · (23 Wo.)UK | US1 (… Wo.)US | Erstveröffentlichung: 29. November 2024 Verkäufe: + 895.000; feat. SZA                          |
| Folgende Lieder erschienen nicht als Single, wurden aber durch das Album zum Download und Streaming bereitgestellt und konnten somit eine Platzierung erlangen: |                                                   | | | | | |                                                                                                 |
| |                                                   | | | | | |                                                                                                 |
| 2015 | Wesley’s Theory To Pimp a Butterfly               | — | — | — | UK76 Silber · (1 Wo.)UK | US91 (1 Wo.)US | Charteinstieg: 28. März 2015 Verkäufe: + 200.000; feat. George Clinton & Thundercat             |
| 2015 | Institutionalized To Pimp a Butterfly             | — | — | — | UK92 (1 Wo.)UK | US99 (1 Wo.)US | Charteinstieg: 28. März 2015 feat. Bilal, Anna Wise & Snoop Dogg                                |
| 2016 | Untitled 02 – 06.23.2014 Untitled Unmastered      | — | — | — | UK57 (1 Wo.)UK | US79 Gold · (1 Wo.)US | Charteinstieg: 17. März 2016 Verkäufe: + 500.000                                                |
| 2016 | Untitled 03 – 05.28.2013. Untitled Unmastered     | — | — | — | UK67 (1 Wo.)UK | — | Charteinstieg: 17. März 2016                                                                    |
| 2016 | Untitled 01 – 08.19.2014. Untitled Unmastered     | — | — | — | UK87 (1 Wo.)UK | — | Charteinstieg: 17. März 2016                                                                    |
| 2017 | Element. Damn.                                    | DE67 (1 Wo.)DE | AT51 (1 Wo.)AT | — | UK33 Gold · (3 Wo.)UK | US16 Platin · (11 Wo.)US | Charteinstieg: 27. April 2017 Verkäufe: + 1.725.000; Videoauskopplung: 27. Juni 2017            |
| 2017 | Feel. Damn.                                       | DE82 (1 Wo.)DE | AT66 (1 Wo.)AT | — | UK46 Silber · (2 Wo.)UK | US35 Gold · (2 Wo.)US | Charteinstieg: 27. April 2017 Verkäufe: + 815.000                                               |
| 2017 | Yah. Damn.                                        | DE100 (1 Wo.)DE | AT67 (1 Wo.)AT | — | UK45 (2 Wo.)UK | US32 Gold · (3 Wo.)US | Charteinstieg: 27. April 2017 Verkäufe: + 615.000                                               |
| 2017 | Pride. Damn.                                      | — | — | — | UK49 Platin · (2 Wo.)UK | US37 Gold · (2 Wo.)US | Charteinstieg: 27. April 2017 Verkäufe: + 1.490.000                                             |
| 2017 | XXX. Damn.                                        | — | — | — | UK50 Silber · (2 Wo.)UK | US33 Gold · (3 Wo.)US | Charteinstieg: 27. April 2017 Verkäufe: + 865.000; feat. U2                                     |
| 2017 | Lust. Damn.                                       | — | — | — | UK52 (2 Wo.)UK | US42 Gold · (2 Wo.)US | Charteinstieg: 27. April 2017 Verkäufe: + 615.000                                               |
| 2017 | Blood. Damn.                                      | — | — | — | UK56 (1 Wo.)UK | US54 Gold · (1 Wo.)US | Charteinstieg: 27. April 2017 Verkäufe: + 575.000                                               |
| 2017 | Fear. Damn.                                       | — | — | — | UK68 (1 Wo.)UK | US50 Gold · (2 Wo.)US | Charteinstieg: 27. April 2017 Verkäufe: + 575.000                                               |
| 2017 | Duckworth. Damn.                                  | — | — | — | UK80 Silber · (1 Wo.)UK | US63 Gold · (1 Wo.)US | Charteinstieg: 27. April 2017 Verkäufe: + 810.000                                               |
| 2017 | God. Damn.                                        | — | — | — | UK81 (1 Wo.)UK | US58 Gold · (2 Wo.)US | Charteinstieg: 27. April 2017 Verkäufe: + 575.000                                               |
| 2018 | Black Panther Black Panther: The Album            | — | — | — | UK42 (2 Wo.)UK | US91 (1 Wo.)US | Charteinstieg: 22. Februar 2018 Verkäufe: + 40.000                                              |
| 2018 | Big Shot Black Panther: The Album                 | — | — | CH70 (1 Wo.)CH | UK55 (3 Wo.)UK | US71 (2 Wo.)US | Charteinstieg: 22. Februar 2018 mit Travis Scott                                                |
| 2021 | Range Brothers The Melodic Blue                   | — | — | — | — | US53 Gold · (1 Wo.)US | Charteinstieg: 25. September 2021 Verkäufe: + 500.000; mit Baby Keem                            |
| 2022 | Die Hard Mr. Morale & the Big Steppers            | — | AT41 (1 Wo.)AT | CH13 (2 Wo.)CH | UK7 Silber · (8 Wo.)UK | US5 (5 Wo.)US | Charteinstieg: 22. Mai 2022 Verkäufe: + 270.000; feat. Blxst & Amanda                           |
| 2022 | United in Grief Mr. Morale & the Big Steppers     | — | AT47 (1 Wo.)AT | CH15 (1 Wo.)CH | UK14 Silber · (1 Wo.)UK | US8 (2 Wo.)US | Charteinstieg: 22. Mai 2022 Verkäufe: + 260.000                                                 |
| 2022 | Father Time Mr. Morale & the Big Steppers         | — | — | — | UK47 (1 Wo.)UK | US11 (2 Wo.)US | Charteinstieg: 28. Mai 2022 Verkäufe: + 35.000; feat. Sampha                                    |
| 2022 | Rich Spirit Mr. Morale & the Big Steppers         | — | — | — | UK85 Silber · (1 Wo.)UK | US13 (3 Wo.)US | Charteinstieg: 28. Mai 2022 Verkäufe: + 270.000                                                 |
| 2022 | We Cry Together Mr. Morale & the Big Steppers     | — | — | — | — | US16 (2 Wo.)US | Charteinstieg: 28. Mai 2022 mit Taylor Paige                                                    |
| 2022 | Worldwide Steppers Mr. Morale & the Big Steppers  | — | — | — | — | US19 (1 Wo.)US | Charteinstieg: 28. Mai 2022                                                                     |
| 2022 | Count Me Out Mr. Morale & the Big Steppers        | — | — | — | UK— SilberUK | US20 (2 Wo.)US | Charteinstieg: 28. Mai 2022 Verkäufe: + 235.000                                                 |
| 2022 | Purple Hearts Mr. Morale & the Big Steppers       | — | — | — | — | US22 (1 Wo.)US | Charteinstieg: 28. Mai 2022 feat. Summer Walker & Ghostface Killah                              |
| 2022 | Savior Mr. Morale & the Big Steppers              | — | — | — | — | US23 (1 Wo.)US | Charteinstieg: 28. Mai 2022 feat. Baby Keem & Sam Dew                                           |
| 2022 | Rich (Interlude) Mr. Morale & the Big Steppers    | — | — | — | — | US33 (1 Wo.)US | Charteinstieg: 28. Mai 2022                                                                     |
| 2022 | Mr. Morale Mr. Morale & the Big Steppers          | — | — | — | — | US40 (1 Wo.)US | Charteinstieg: 28. Mai 2022 mit Tanna Leone                                                     |
| 2022 | Crown Mr. Morale & the Big Steppers               | — | — | — | — | US41 (1 Wo.)US | Charteinstieg: 28. Mai 2022                                                                     |
| 2022 | Auntie Diaries Mr. Morale & the Big Steppers      | — | — | — | — | US47 (1 Wo.)US | Charteinstieg: 28. Mai 2022                                                                     |
| 2022 | Savior (Interlude) Mr. Morale & the Big Steppers  | — | — | — | — | US51 (1 Wo.)US | Charteinstieg: 28. Mai 2022                                                                     |
| 2022 | Mirror Mr. Morale & the Big Steppers              | — | — | — | — | US55 (1 Wo.)US | Charteinstieg: 28. Mai 2022                                                                     |
| 2022 | Mother I Sober Mr. Morale & the Big Steppers      | — | — | — | — | US59 (1 Wo.)US | Charteinstieg: 28. Mai 2022 mit Beth Gibbons                                                    |
| 2024 | TV Off GNX                                        | DE26 (3 Wo.)DE | AT21 (4 Wo.)AT | CH19 (8 Wo.)CH | UK6 Silber · (10 Wo.)UK | US2 (… Wo.)US | Charteinstieg: 1. Dezember 2024 Verkäufe: + 370.000; feat. Lefty Gunplay                        |
| 2024 | Wacced Out Murals GNX                             | — | — | — | — | US4 (7 Wo.)US | Charteinstieg: 7. Dezember 2024                                                                 |
| 2024 | Hey Now GNX                                       | — | — | — | — | US5 (14 Wo.)US | Charteinstieg: 7. Dezember 2024 feat. Dody6                                                     |
| 2024 | Reincarnated GNX                                  | — | — | — | — | US8 (4 Wo.)US | Charteinstieg: 7. Dezember 2024                                                                 |
| 2024 | Man at the Garden GNX                             | — | — | — | — | US9 (4 Wo.)US | Charteinstieg: 7. Dezember 2024                                                                 |
| 2024 | Dodger Blue GNX                                   | — | — | — | — | US11 (6 Wo.)US | Charteinstieg: 7. Dezember 2024 feat. Wallie the Sensei, Siete7x & Roddy Ricch                  |
| 2024 | Peekaboo GNX                                      | — | — | — | — | US13 (32 Wo.)US | Charteinstieg: 7. Dezember 2024 feat. AzChike                                                   |
| 2024 | Heart Pt. 6 GNX                                   | — | — | — | — | US14 (4 Wo.)US | Charteinstieg: 7. Dezember 2024                                                                 |
| 2024 | GNX                                               | — | — | — | — | US24 (3 Wo.)US | Charteinstieg: 7. Dezember 2024 feat. Hitta J3, YoungThreat & Peysoh                            |
| 2024 | Gloria GNX                                        | — | — | — | — | US27 (4 Wo.)US | Charteinstieg: 7. Dezember 2024 feat. SZA                                                       |

### Als Gastmusiker
| Jahr | Titel Album                                           | Höchstplatzierung, Gesamtwochen, AuszeichnungChartplatzierungen (Jahr, Titel, Album, Platzierungen, Wochen, Auszeichnungen, Anmerkungen) | Höchstplatzierung, Gesamtwochen, AuszeichnungChartplatzierungen (Jahr, Titel, Album, Platzierungen, Wochen, Auszeichnungen, Anmerkungen) | Höchstplatzierung, Gesamtwochen, AuszeichnungChartplatzierungen (Jahr, Titel, Album, Platzierungen, Wochen, Auszeichnungen, Anmerkungen) | Höchstplatzierung, Gesamtwochen, AuszeichnungChartplatzierungen (Jahr, Titel, Album, Platzierungen, Wochen, Auszeichnungen, Anmerkungen) | Höchstplatzierung, Gesamtwochen, AuszeichnungChartplatzierungen (Jahr, Titel, Album, Platzierungen, Wochen, Auszeichnungen, Anmerkungen) | Anmerkungen |
| Jahr | Titel Album                                           | DE | AT | CH | UK | US | Anmerkungen |
| --- | ----------------------------------------------------- | --- | --- | --- | --- | --- | --- |
| 2011 | College Girls –                                       | — | — | — | — | — | Erstveröffentlichung: 2011 8 Ounz feat. Kendrick Lamar                                                          |
| 2011 | Hood Gone Love It Follow Me Home                      | — | — | — | — | — | Erstveröffentlichung: 21. Juni 2011 Jay Rock feat. Kendrick Lamar                                               |
| 2012 | Star Life –                                           | — | — | — | — | — | Erstveröffentlichung: 4. März 2012 Lyn Charles feat. Kendrick Lamar                                             |
| 2012 | B-Boyz Kiss the Ring                                  | — | — | — | — | — | Erstveröffentlichung: 25. Juni 2012 DJ Khaled & Birdman feat. Mack Maine, Kendrick Lamar & Ace Hood             |
| 2012 | Fuckin’ Problems Long.Live.A$AP                       | DE86 Gold · (3 Wo.)DE | — | CH65 (1 Wo.)CH | UK50 Platin · (8 Wo.)UK | US8 ×8Achtfachplatin · (27 Wo.)US | Erstveröffentlichung: 24. Oktober 2012 Verkäufe: + 9.215.000; A$AP Rocky feat. Kendrick Lamar, Drake & 2 Chainz |
| 2013 | Live in My Bed –                                      | — | — | — | — | — | Erstveröffentlichung: 7. Januar 2013 Frank Anthony feat. Kendrick Lamar                                         |
| 2013 | YOLO The Wack Album                                   | — | — | — | UK77 (2 Wo.)UK | US60 (1 Wo.)US | Erstveröffentlichung: 25. Januar 2013 The Lonely Island feat. Kendrick Lamar & Adam Levine                      |
| 2013 | How Many Drinks? Kaleidoscope Dream                   | — | — | — | UK— SilberUK | US69 Platin · (20 Wo.)US | Erstveröffentlichung: 3. März 2013 Verkäufe: + 1.265.000; Miguel feat. Kendrick Lamar                           |
| 2013 | We Up –                                               | — | — | — | — | — | Erstveröffentlichung: 25. März 2013 50 Cent feat. Kendrick Lamar                                                |
| 2013 | Looks Good with Trouble –                             | — | — | — | — | — | Erstveröffentlichung: 14. Mai 2013 Solange feat. Kendrick Lamar                                                 |
| 2013 | Collard Greens Oxymoron                               | — | — | — | UK— GoldUK | US92 ×5Fünffachplatin · (8 Wo.)US | Erstveröffentlichung: 11. Juni 2013 Verkäufe: + 5.595.000; Schoolboy Q feat. Kendrick Lamar                     |
| 2013 | Forbidden Fruit Born Sinner                           | — | — | — | — | — | Erstveröffentlichung: 1. August 2013 J. Cole feat. Kendrick Lamar                                               |
| 2013 | Give It 2 U Blurred Lines                             | DE36 (12 Wo.)DE | AT62 (2 Wo.)AT | — | UK15 (12 Wo.)UK | US25 (12 Wo.)US | Erstveröffentlichung: 9. August 2013 Robin Thicke feat. Kendrick Lamar; Remix mit 2 Chainz                      |
| 2013 | Memories Back Then Grand Hustle Presents: Hustle Gang | — | — | — | — | US88 (2 Wo.)US | Erstveröffentlichung: 18. September 2013 mit T.I., B.o.B & Kris Stephens                                        |
| 2013 | Jealous Trappin’ Ain’t Dead                           | — | — | — | — | — | Erstveröffentlichung: 1. November 2013 Fredo Santana feat. Kendrick Lamar                                       |
| 2013 | Love Game The Marshall Mathers LP 2                   | — | — | — | UK94 (1 Wo.)UK | — | Erstveröffentlichung: 5. November 2013 Eminem feat. Kendrick Lamar                                              |
| 2014 | Radioactive –                                         | — | — | — | — | — | Erstveröffentlichung: 27. Januar 2014 Imagine Dragons feat. Kendrick Lamar                                      |
| 2014 | It’s On Again The Amazing Spider-Man 2 (O.S.T.)       | DE95 (2 Wo.)DE | — | — | UK31 (7 Wo.)UK | — | Erstveröffentlichung: 11. April 2014 Alicia Keys feat. Kendrick Lamar                                           |
| 2014 | Buy the World Ransom                                  | — | — | — | — | US— GoldUS | Erstveröffentlichung: 17. Juni 2014 Mike Will Made It feat. Future, Lil Wayne & Kendrick Lamar                  |
| 2014 | That’s Me Right There That’s Me Right There EP        | — | — | — | — | — | Erstveröffentlichung: 5. August 2014 Jasmine V feat. Kendrick Lamar                                             |
| 2014 | Pay for It –                                          | — | — | — | — | — | Erstveröffentlichung: 27. Oktober 2014 Jay Rock feat. Kendrick Lamar                                            |
| 2015 | Thuggin’ GlassHouse 2: Life Ain’t Nuthin But          | — | — | — | — | — | Erstveröffentlichung: 20. April 2015 Glasses Malone feat. Kendrick Lamar                                        |
| 2015 | Bad Blood 1989                                        | DE29 Gold · (17 Wo.)DE | AT22 Platin · (16 Wo.)AT | CH28 (12 Wo.)CH | UK4 Platin · (16 Wo.)UK | US1 ×6Sechsfachplatin · (25 Wo.)US | Erstveröffentlichung: 17. Mai 2015 Verkäufe: + 9.085.000; Taylor Swift feat. Kendrick Lamar                     |
| 2015 | LA Free TC                                            | — | — | — | — | — | Erstveröffentlichung: 6. November 2015 Ty Dolla Sign feat. Brandy & James Fauntleroy & Kendrick Lamar           |
| 2016 | Ain’t That Funkin’ Kinda Hard on You? –               | — | — | — | — | — | Erstveröffentlichung: 9. März 2016 Funkadelic feat. Kendrick Lamar & Ice Cube                                   |
| 2016 | Freedom Lemonade                                      | — | — | — | UK40 Silber · (2 Wo.)UK | US35 Platin · (2 Wo.)US | Erstveröffentlichung: 23. April 2016 Verkäufe: + 1.265.000; Beyoncé feat. Kendrick Lamar                        |
| 2016 | Survive Son of a Pimp, Pt.2                           | — | — | — | — | — | Erstveröffentlichung: 13. Mai 2016 Mistah F.A.B. feat. Kendrick Lamar, Crooked I & Kobe Honeycutt               |
| 2016 | Holy Key Major Key                                    | — | — | — | — | US84 (1 Wo.)US | Erstveröffentlichung: 22. Juli 2016 DJ Khaled feat. Big Sean, Kendrick Lamar & Betty Wright                     |
| 2016 | Goosebumps Birds in the Trap Sing McKnight            | DE47 ×2Doppelplatin · (32 Wo.)DE | AT32 ×3Dreifachplatin · (34 Wo.)AT | CH32 (12 Wo.)CH | UK65 ×2Doppelplatin · (4 Wo.)UK | US32 ×6Diamant + Sechsfachplatin · (35 Wo.)US                                                                                            | Erstveröffentlichung: 2. September 2016 Verkäufe: + 21.573.333; Travis Scott feat. Kendrick Lamar               |
| 2016 | The Greatest This Is Acting (Deluxe Version)          | DE3 ×3Dreifachgold · (26 Wo.)DE | AT4 Gold · (23 Wo.)AT | CH1 Platin · (33 Wo.)CH | UK5 ×2Doppelplatin · (29 Wo.)UK | US18 ×4Vierfachplatin · (23 Wo.)US | Erstveröffentlichung: 6. September 2016 Verkäufe: + 7.583.333; Sia feat. Kendrick Lamar                         |
| 2016 | Really Doe Atrocity Exhibition                        | — | — | — | — | — | Erstveröffentlichung: 20. September 2016 Danny Brown feat. Kendrick Lamar, Ab-Soul & Earl Sweatshirt            |
| 2016 | Don’t Wanna Know Red Pill Blues                       | DE33 Gold · (18 Wo.)DE | AT18 (17 Wo.)AT | CH14 (23 Wo.)CH | UK5 Platin · (22 Wo.)UK | US6 ×2Doppelplatin · (27 Wo.)US | Erstveröffentlichung: 11. Oktober 2016 Verkäufe: + 4.656.666; Maroon 5 feat. Kendrick Lamar                     |
| 2017 | New Freezer The World Is Yours                        | — | — | — | UK— SilberUK | US41 ×2Doppelplatin · (19 Wo.)US | Erstveröffentlichung: 26. September 2017 Verkäufe: + 2.295.000; Rich the Kid feat. Kendrick Lamar               |
| 2017 | Get Out of Your Own Way Songs of Experience           | — | — | CH73 (1 Wo.)CH | — | — | Erstveröffentlichung: 30. Oktober 2017 U2 feat. Kendrick Lamar                                                  |
| 2018 | Dedication Victory Lap                                | — | — | — | — | US93 Platin · (2 Wo.)US | Erstveröffentlichung: 13. Februar 2018 Verkäufe: + 1.000.000; Nipsey Hussle feat. Kendrick Lamar                |
| 2018 | Tints Oxnard                                          | — | — | — | UK81 (1 Wo.)UK | US— GoldUS | Erstveröffentlichung: 5. Oktober 2018 Verkäufe: + 500.000; Anderson .Paak feat. Kendrick Lamar                  |
| 2019 | Hair Down Chasing Summer                              | — | — | — | — | US— GoldUS | Erstveröffentlichung: 8. August 2019 Verkäufe: + 500.000; SiR feat. Kendrick Lamar                              |
| 2021 | Family Ties The Melodic Blue                          | — | — | — | UK52 Gold · (4 Wo.)UK | US18 ×5Fünffachplatin · (19 Wo.)US | Erstveröffentlichung: 27. August 2021 Verkäufe: + 5.700.000; Baby Keem feat. Kendrick Lamar                     |
| 2023 | America Has a Problem (Remix) Renaissance             | — | — | — | — | US38 (5 Wo.)US | Erstveröffentlichung: 19. Mai 2023 Verkäufe: + 35.000; Beyoncé feat. Kendrick Lamar                             |
| 2024 | Like That We Don’t Trust You                          | DE65 (1 Wo.)DE | AT18 (5 Wo.)AT | CH6 (9 Wo.)CH | UK6 Gold · (11 Wo.)UK | US1 (32 Wo.)US | Erstveröffentlichung: 26. März 2024 Verkäufe: + 915.000; Future & Metro Boomin feat. Kendrick Lamar             |
| Folgende Lieder erschienen nicht als Single, wurden aber durch das Album zum Download und Streaming bereitgestellt und konnten somit eine Platzierung erlangen: |                                                       | | | | | | |
| |                                                       | | | | | | |
| 2016 | Sidewalks Starboy                                     | DE89 (1 Wo.)DE | AT67 (1 Wo.)AT | — | UK30 Silber · (2 Wo.)UK | US27 Platin · (4 Wo.)US | Erstveröffentlichung: 25. November 2016 Verkäufe: + 1.390.000; The Weeknd feat. Kendrick Lamar                  |
| 2018 | Mona Lisa Tha Carter V                                | — | AT68 (1 Wo.)AT | CH36 (1 Wo.)CH | UK21 (3 Wo.)UK | US2 ×2Doppelplatin · (8 Wo.)US | Charteinstieg: 11. Oktober 2018 Verkäufe: + 2.000.000; Lil Wayne feat. Kendrick Lamar                           |
| 2019 | Momma I Hit a Lick Rap or Go to the League            | — | — | — | — | US100 (1 Wo.)US | Charteinstieg: 16. März 2019 2 Chainz feat. Kendrick Lamar                                                      |
| 2025 | 30 for 30 Lana                                        | — | — | — | UK33 (11 Wo.)UK | US10 (… Wo.)US | Charteinstieg: 4. Januar 2025 Verkäufe: + 40.000; SZA feat. Kendrick Lamar                                      |
| 2025 | Good Credit Music                                     | — | — | — | — | US17 (2 Wo.)US | Charteinstieg: 29. März 2025 Playboi Carti feat. Kendrick Lamar                                                 |
| 2025 | Backd00r Music                                        | — | — | — | — | US25 (2 Wo.)US | Charteinstieg: 29. März 2025 Playboi Carti feat. Kendrick Lamar & Jhené Aiko                                    |
| 2025 | Chains & Whips Let God Sort Em Out                    | — | — | — | UK82 (1 Wo.)UK | US42 (2 Wo.)US | Charteinstieg: 18. Juli 2025 Clipse feat. Kendrick Lamar                                                        |

## Musikvideos
- 2010: Ignorance Is Bliss (aus seinem Mixtape Overly Dedicated)
- 2011: Turn Me Up (aus Ab-Souls Mixtape Long Term 2)
- 2011: Rigamortis (aus seinem Album Section.80)
- 2011: A.D.H.D. (aus seinem Album Section.80)
- 2011: HiiiPower (aus seinem Album Section.80)
- 2012: Swimming Pools (Drank) (aus seinem Album good kid, m.A.A.d. city)
- 2013: Poetic Justice (aus seinem Album good kid, m.A.A.d. city)
- 2013: Bitch, Don’t Kill My Vibe (aus seinem Album good kid, m.A.A.d. city)
- 2015: Bad Blood (aus Taylor Swifts Album 1989)
- 2015: I (aus seinem Album To Pimp a Butterfly)
- 2015: Alright (aus seinem Album To Pimp a Butterfly)
- 2015: For Free? (Interlude) (aus seinem Album To Pimp a Butterfly)
- 2016: God is Gangsta – Kurzfilm mit den Songs u und For Sale? (Interlude) (aus seinem Album To Pimp a Butterfly)
- 2017: Humble (aus seinem Album Damn)
- 2017: DNA (aus seinem Album Damn)
- 2017: Element (aus seinem Album Damn)
- 2017: Loyalty (feat. Rihanna; aus seinem Album Damn)
- 2017: Love (feat. Zacari; aus seinem Album Damn)
- 2018: All the Stars (feat. SZA; aus dem Album Black Panther)
- 2018: King’s Dead (feat. Jay Rock, Future, James Blake; aus dem Album Black Panther)
- 2022: The Heart Part 5
- 2022: N95

## Promoveröffentlichungen
| Jahr | Titel Album                               | Anmerkungen                                                                                                  |
| ---- | ----------------------------------------- | --- |
| 2012 | Let Us Move On Girl Who Got Away          | Erstveröffentlichung: 17. Dezember 2012 Dido feat. Kendrick Lamar                                            |
| 2013 | Nosetalgia My Name is My Name             | Erstveröffentlichung: 2013 Pusha T feat. Kendrick Lamar                                                      |
| 2014 | Never Catch Me You’re Dead!               | Erstveröffentlichung: 2014 Flying Lotus feat. Kendrick Lamar                                                 |
| 2017 | Doves in the Wind Ctrl                    | Erstveröffentlichung: 8. Juni 2017 · Verkäufe: + 1.280.000; SZA feat. Kendrick Lamar; UK: Silber, US: Platin |
| 2018 | Don’t Don’t Do It No One Ever Really Dies | Erstveröffentlichung: 15. Dezember 2017 N.E.R.D feat. Kendrick Lamar                                         |

## Sonderveröffentlichungen
Gastbeiträge
- 2012: Push Thru (Talib Kweli feat. Kendrick Lamar & Curren$y)
- 2013: Street Dreamin (Bridget Kelly feat. Kendrick Lamar)
- 2013: Compton’s Finest (H.O.P.E. Wright feat. Kendrick Lamar)
- 2013: Fragile (Tech N9ne feat. Kendrick Lamar, ¡Mayday! & Kendall Morgan)
- 2017: Perfect Pint (Mike Will Made It feat. Kendrick Lamar, Rae Sremmurd & Gucci Mane)

## Statistik

### Chartauswertung
|                     | DE    | AT    | CH    | UK    | US    |
| ------------------- | ----- | ----- | ----- | ----- | ----- |
| Nummer-eins-Alben   | DE—DE | AT—AT | CH—CH | UK2UK | US5US |
| Top-10-Alben        | DE4DE | AT3AT | CH5CH | UK5UK | US6US |
| Alben in den Charts | DE6DE | AT5AT | CH6CH | UK6UK | US7US |

|                       | DE     | AT     | CH     | UK     | US     |
| --------------------- | ------ | ------ | ------ | ------ | ------ |
| Nummer-eins-Singles   | DE—DE  | AT—AT  | CH1CH  | UK1UK  | US6US  |
| Top-10-Singles        | DE2DE  | AT2AT  | CH5CH  | UK12UK | US23US |
| Singles in den Charts | DE23DE | AT25AT | CH25CH | UK62UK | US90US |

### Auszeichnungen für Musikverkäufe
| Land/RegionAuszeichnungen für Musikverkäufe (Land/Region, Auszeichnungen, Verkäufe, Quellen) | Silber       | Gold         | Platin         | Diamant       | Verkäufe    | Quellen                      |
| -------------------------------------------------------------------------------------------- | ------------ | ------------ | -------------- | ------------- | ----------- | ---------------------------- |
| Australien (ARIA)                                                                            | —            | 19× Gold19   | 132× Platin132 | —             | 9.905.000   | aria.com.au                  |
| Belgien (BRMA)                                                                               | —            | 6× Gold6     | 8× Platin8     | —             | 355.000     | ultratop.be                  |
| Brasilien (PMB)                                                                              | —            | 13× Gold13   | 15× Platin15   | 10× Diamant10 | 3.240.000   | pro-musicabr.org.br          |
| Chile (IFPI)                                                                                 | —            | Gold1        | —              | —             | 5.000       | Einzelnachweise              |
| Dänemark (IFPI)                                                                              | —            | 14× Gold14   | 28× Platin28   | —             | 2.320.000   | ifpi.dk                      |
| Deutschland (BVMI)                                                                           | —            | 16× Gold16   | 4× Platin4     | —             | 4.350.000   | musikindustrie.de            |
| Finnland (IFPI)                                                                              | —            | —            | 10× Platin10   | —             | 300.000     | Einzelnachweise              |
| Frankreich (SNEP)                                                                            | —            | 7× Gold7     | 6× Platin6     | 3× Diamant3   | 2.474.999   | snepmusique.com              |
| Griechenland (IFPI)                                                                          | —            | 2× Gold2     | 17× Platin17   | —             | 370.000     | Einzelnachweise              |
| Island (IFPI)                                                                                | —            | Gold1        | —              | —             | 2.500       | Einzelnachweise              |
| Italien (FIMI)                                                                               | —            | 12× Gold12   | 15× Platin15   | —             | 1.410.000   | fimi.it                      |
| Kanada (MC)                                                                                  | —            | 9× Gold9     | 88× Platin88   | Diamant1      | 8.060.000   | musiccanada.com              |
| Mexiko (AMPROFON)                                                                            | —            | Gold1        | 6× Platin6     | —             | 390.000     | amprofon.com.mx              |
| Neuseeland (RMNZ)                                                                            | —            | 6× Gold6     | 117× Platin117 | —             | 3.307.500   | radioscope.co.nz NZ2         |
| Niederlande (NVPI)                                                                           | —            | Gold1        | —              | —             | 20.000      | nvpi.nl                      |
| Norwegen (IFPI)                                                                              | —            | —            | 2× Platin2     | —             | 80.000      | ifpi.no                      |
| Österreich (IFPI)                                                                            | —            | 6× Gold6     | 11× Platin11   | —             | 375.000     | ifpi.at                      |
| Polen (ZPAV)                                                                                 | —            | 10× Gold10   | 15× Platin15   | Diamant1      | 1.025.000   | olis.pl                      |
| Portugal (AFP)                                                                               | —            | 8× Gold8     | 28× Platin28   | —             | 319.500     | Einzelnachweise              |
| Schweden (IFPI)                                                                              | —            | 4× Gold4     | 3× Platin3     | —             | 300.000     | sverigetopplistan.se SE2 SE3 |
| Schweiz (IFPI)                                                                               | —            | —            | 2× Platin2     | —             | 60.000      | hitparade.ch                 |
| Singapur (RIAS)                                                                              | —            | Gold1        | —              | —             | 5.000       | rias.org.sg                  |
| Spanien (Promusicae)                                                                         | —            | 5× Gold5     | 4× Platin4     | —             | 370.000     | elportaldemusica.es          |
| Südafrika (RISA)                                                                             | —            | —            | Platin1        | —             | 40.000      | Einzelnachweise              |
| Vereinigte Staaten (RIAA)                                                                    | —            | 20× Gold20   | 98× Platin98   | Diamant1      | 118.935.000 | riaa.com                     |
| Vereinigtes Königreich (BPI)                                                                 | 24× Silber24 | 12× Gold12   | 30× Platin30   | —             | 26.220.000  | bpi.co.uk                    |
| Zentralamerika (CFC)                                                                         | —            | 2× Gold2     | Platin1        | —             | 140.000     | cfc-musica.com               |
| Insgesamt                                                                                    | 24× Silber24 | 176× Gold176 | 639× Platin639 | 16× Diamant16 |             |                              |